# Movimento Popolare Algerino
Il Movimento Popolare Algerino (in francese: Mouvement populaire algérien) è un partito politico algerino di orientamento socialdemocratico fondato nel 2003 con la denominazione di Unione per la Democrazia e la Repubblica (Union pour la Démocratie et la République); ha assunto l'odierna denominazione nel 2012.

## Risultati
| Elezione          | Voti    | %    | Seggi    |
| ----------------- | ------- | ---- | -------- |
| Parlamentari 2012 | 165.600 | 2,17 | 6 / 462  |
| Parlamentari 2017 | 241.399 | 3,74 | 13 / 462 |